# ويرسول (تشيشير)
ويرسولل (بالإنجليزية: Wirswall)‏ هي قرية وأبرشية مدنية تقع في المملكة المتحدة في إنجلترا. يقدر عدد سكانها بـ 76 نسمة .